# Jaime Blanch
Pour les articles homonymes, voir Blanch.
Jaime Blanch, né le 9 septembre 1940 à Madrid, est un acteur espagnol.

## Parcours
Il a étudié à l'Académie royale d'art dramatique. 
Il a commencé dans la compagnie de Cayetano Luca de Tena. Avec cette compagnie, il a joué dans La Celestina, La venganza de Don Mendo et Don Juan Tenorio.
Il a joué dans de nombreux films, tels que Jeronín (1953); La gran familia, El día de la bestia et Acción mutante en 1993, ainsi que Dos tipos duros en 2002. 
Il a tourné aussi pour les séries télévisées comme Médico de familia, Ciudad Sur, 7 vidas puis Un, dos, tres, série qu'il a quittée en Mars 2003, à la fin de la 3e saison.
Son épouse est l'actrice Marta Puig.
En 2015, il revient sur le petit écran avec la série Le Ministère du temps sur Tve où il retrouve Natalia Millan son ancienne partenaire de un dos tres. La série est inédite en France.

## Filmographie
- 1952 : Gloria Mairena de Luis Lucía
- 1953 : Hommes en détresse (La guerra de Dios) de Rafael Gil
- 1953 : Jeromín de Luis Lucía
- 1954 : Caballero andaluz de Luis Lucía
- 1957 : Un marido de ida y vuelta de Luis Lucía
- 1961 : Ha llegado un ángel de Luis Lucía
- 1962 : Héroes de blanco d'Enrique Carreras
- 1962 : De la piel del diablo d'Alejandro Perla
- 1962 : La gran familia de Fernando Palacios
- 1964 : Como dos gotas de agua de Luis César Amadori
- 1965 : La familia y uno más de Fernando Palacios
- 1965 : Quatre Hommes à abattre (Los cuatro implacables) de Primo Zeglio : Bobi Calhoun
- 1965 : La vida nueva de Pedrito de Andía de Rafael Gil
- 1966 : Las últimas horas... de Santos Alcocer
- 1967 : Historia de la frivolidad de Narciso Ibáñez Serrador
- 1968 : Winchester, uno entre mil de Primo Zeglio
- 1975 : Olvida los tambores de Rafael Gil
- 1976 : Araña y cierra España d'Antonio del Real
- 1979 : La familia, bien, gracias de Pedro Masó
- 1993 : Action mutante d'Álex de la Iglesia
- 1995 : Le Jour de la bête d'Álex de la Iglesia
- 2002 : Casa Fouce d'Álvaro González (court-métrage)
- 2003 : Torremolinos 73 de Pablo Berger
- 2003 : Dos tipos duros de Juan Martínez Moreno

### Télévision
- Diego Acevedo (1966)
- Tengo un libro en las manos (1966)
- Habitación 508 (1966)
- Historia de la frivolidad
- Teatro de siempre (1970)
- Juegos para mayores (1971)
- Hora once (1969-1971)
- Pequeño estudio (1972)
- Ficciones (1973)
- Juan y Manuela (1974)
- Noche de teatro ([1974])
- El teatro (1974)
- El Quinto jinete (1975)
- El Burlador de Sevilla
- Mujeres insólitas (1977)
- Novela (1965-1978)
- Estudio 1 (1966-1981)
- La cometa blanca (1982)
- La Comedia (1983-1984)
- Nunca es tarde
- La voz humana (1986)
- Tarde de teatro (1986)
- Primera función (1989)
- Canguros (1995)
- Éste es mi barrio (1996)
- Encantada de la vida (1993)
- Médico de familia (1995-1996)
- Turno de oficio: Diez años después (1997)
- La familia... 30 años después (1999)
- 7 vidas (2001)
- El Comisario  (1999)
- Ciudad sur (2000)
- Un, dos, tres (2002-2003)
- Tres son multitud (2003)
- Obsesión (2005)
- Mes adorables voisins (2004)
- Alesio (2006). Estudio 1. TVE
- Tirando a dar (2006)
- Los simuladores (2007)
- Círculo rojo (2007)
- Le Ministère du temps[1] (2015)

### Théâtre
- Crimen Perfecto, V. Redín.
- La Orestiada, M. Canseco.
- Medea, M. Canseco.
- Don Juan Tenorio, A. Guirau.
- Petra Regalada, M. Collado.
- El rehén, José Tamayo.
- Hermina, Mara Recatero.
- Amor, Coraje y Compasión, Ángel García Moreno.
- Un marido ideal, Alfonso Zurro.
- Perdidos en Yonkers, Ángel García Moreno.
- La cinta dorada, Ángel García Moreno.
- Materia Reservada, Ángel García Moreno.
- Hamblet solista, Ricard Salvat.
- Olvida los Tambores, Ana Diosdado.
- La venganza de Don Mendo, Pérez Puig.
- La Celestina, José Osuna.
- El Caballero de Olmedo, Miguel Narros.
- La Dama duende, José Luis Alonso de Santos.
- Vamos a contar mentiras, Víctor Catena.
- Cristal de Bohemia, Ana Diosdado.
- La Señorita Ruth, José Luis alonso de Santos.
- La ratonera.
- Una visita inesperada, Jaime Azpilicueta.
- Aquí un amigo (2009), Jaime Blanch.

## Distinctions

### Récompenses
- 2020 : Iris Awards du meilleur acteur dans une série télévisée dramatique pour Le Ministère du temps (2015-2020).

### Nominations
- 2015 : Feroz Awards du meilleur acteur dans une série télévisée dramatique pour Amar en tiempos revueltos (2015-2020).
- 2016 : Spanish Actors Union du meilleur acteur dans un second rôle dans une série télévisée dramatique pour Le Ministère du temps (2015-2020).
- 2017 : Feroz Awards du meilleur acteur dans une série télévisée dramatique pour Le Ministère du temps' (2015-2020).
- 2018 : Feroz Awards du meilleur acteur dans une série télévisée dramatique pour Le Ministère du temps (2015-2020).
- 2018 : Iris Awards du meilleur acteur dans une série télévisée dramatique pour Le Ministère du temps' (2015-2020).
- 2018 : Spanish Actors Union du meilleur acteur dans un second rôle dans une série télévisée dramatique pour Le Ministère du temps (2015-2020).